# Zhang Qing (Eisschnellläuferin)
Zhang Qing (chinesisch 张青, * 31. Januar 1966) ist eine ehemalige chinesische Eisschnellläuferin.

## Werdegang
Zhang trat international erstmals bei den Juniorenweltmeisterschaften 1984 in Assen in Erscheinung, wobei sie den 14. Platz im Mini-Mehrkampf errang. In den folgenden Jahren kam sie bei den Winter-Asienspielen 1986 in Sapporo auf den fünften Platz über 1000 m, bei der Mehrkampfweltmeisterschaft 1987 in West Allis auf den 14. Rang im Kleinen Vierkampf und bei den Olympischen Winterspielen 1988 in Calgary auf den 21. Platz über 3000 m. Zudem gewann sie bei den Winter-Asienspielen 1990 in Sapporo die Bronzemedaille über 3000 m und belegte bei den Olympischen Winterspielen 1992 in Albertville den 30. Platz über 1500 m, den 21. Rang über 3000 m sowie den 18. Platz über 5000 m. In ihrer letzten internationalen Saison als aktive Sportlerin 1992/93 wurde sie bei den Asienmeisterschaften 1993 in Chichibu Sechste über 1500 m, Fünfte über 3000 m sowie Vierte über 5000 m und lief in Inzell ihre einzigen Läufe im Eisschnelllauf-Weltcup, wobei sie den 24. Platz über 1500 m und den 13. Platz über 3000 m errang.

## Erfolge

### Olympische Spiele
- 1988 Calgary: 21. Platz 3000 m
- 1992 Albertville: 18. Platz 5000 m, 21. Platz 3000 m, 23. Platz 1500 m

### Mehrkampf-Weltmeisterschaften
- 1987 West Allis: 14. Platz Kleiner Vierkampf

### Winter-Asienspiele
- 1986 Sapporo: 5. Platz 1000 m
- 1990 Sapporo: 3. Platz 3000 m

### Asienmeisterschaften
- 1993 Chichibu: 4. Platz 5000 m, 5. Platz 3000 m, 6. Platz 1500 m

## Persönliche Bestleistungen
| Disziplin | Zeit        | Datum             | Ort     |
| --------- | ----------- | ----------------- | ------- |
| 500 m     | 42,04 s     | 17. März 1997     | Harbin  |
| 1000 m    | 1:26,77 min | 26. Dezember 1984 | Inzell  |
| 1500 m    | 2:08,74 min | 2. April 1997     | Harbin  |
| 3000 m    | 4:30,19 min | 13. Februar 1988  | Calgary |
| 5000 m    | 7:51,15 min | 2. April 1997     | Harbin  |